# Husajn Sirri
Husajn Sirri, arab. ‏حسين سري‎ (ur. 1894, zm. 1960) – egipski polityk, premier kraju w latach 1940–1942, 1949–1950 i 1952.

## Życiorys
Polityk związany z Partią Liberalno-Konstytucyjną. W 1940 został premierem Egiptu po nieoczekiwanej śmierci Hasana Sabriego. Jego rząd nie miał silnego zaplecza politycznego. Opowiadał się za bliską współpracą z Wielką Brytanią, nie wypowiedział jednak wojny III Rzeszy, na co Brytyjczycy nalegali. Po zamachu stanu al-Kilaniego w Iraku, w czasie brytyjskiej interwencji w Iraku, rząd Sirriego rozpoczął represje przeciwko organizacjom antybrytyjskim. Do wyjazdu z Kairu zmuszono byłego premiera Alego Mahira oraz liderów Braci Muzułmanów, na czele z Hasanem al-Banną. Kierownictwo Islamskiej Partii Nacjonalistycznej zostało osadzone w areszcie.
1 lutego 1942 w Kairze odbyła się studencka demonstracja, w czasie której wyrażano podziw dla Erwina Rommla i przeciwko zerwaniu stosunków dyplomatycznych z marionetkowym, proniemieckim rządem Francji Vichy. Brytyjski ambasador zażądał od króla Fuada usunięcia premiera, który nie zdołał przeciwstawić się proniemieckiej demonstracji, i oddania tego stanowiska w ręce probrytyjskiego Mustafy an-Nahhasa. Fuad zgodził się, gdy brytyjskie wojska otoczyły jego rezydencję.
Był członkiem egipskiej delegacji, która w 1946 prowadziła rokowania z Wielką Brytanią w sprawie rewizji traktatu brytyjsko-egipskiego z 1936.
Po raz drugi stanął na czele rządu w lipcu 1949. Jego gabinet przetrwał do stycznia 1950, gdy w wyborach parlamentarnych zwycięstwo odniósł opozycyjny wobec niego Wafd. Po raz trzeci został na krótko premierem w 1952, jednak jego rząd - pozbawiony zaplecza parlamentarnego i popierany jedynie przez króla Faruka – nie zdołał opanować kryzysu politycznego i upadł 20 lipca, trzy dni przed zamachem stanu Wolnych Oficerów.